# Jerzy Urban

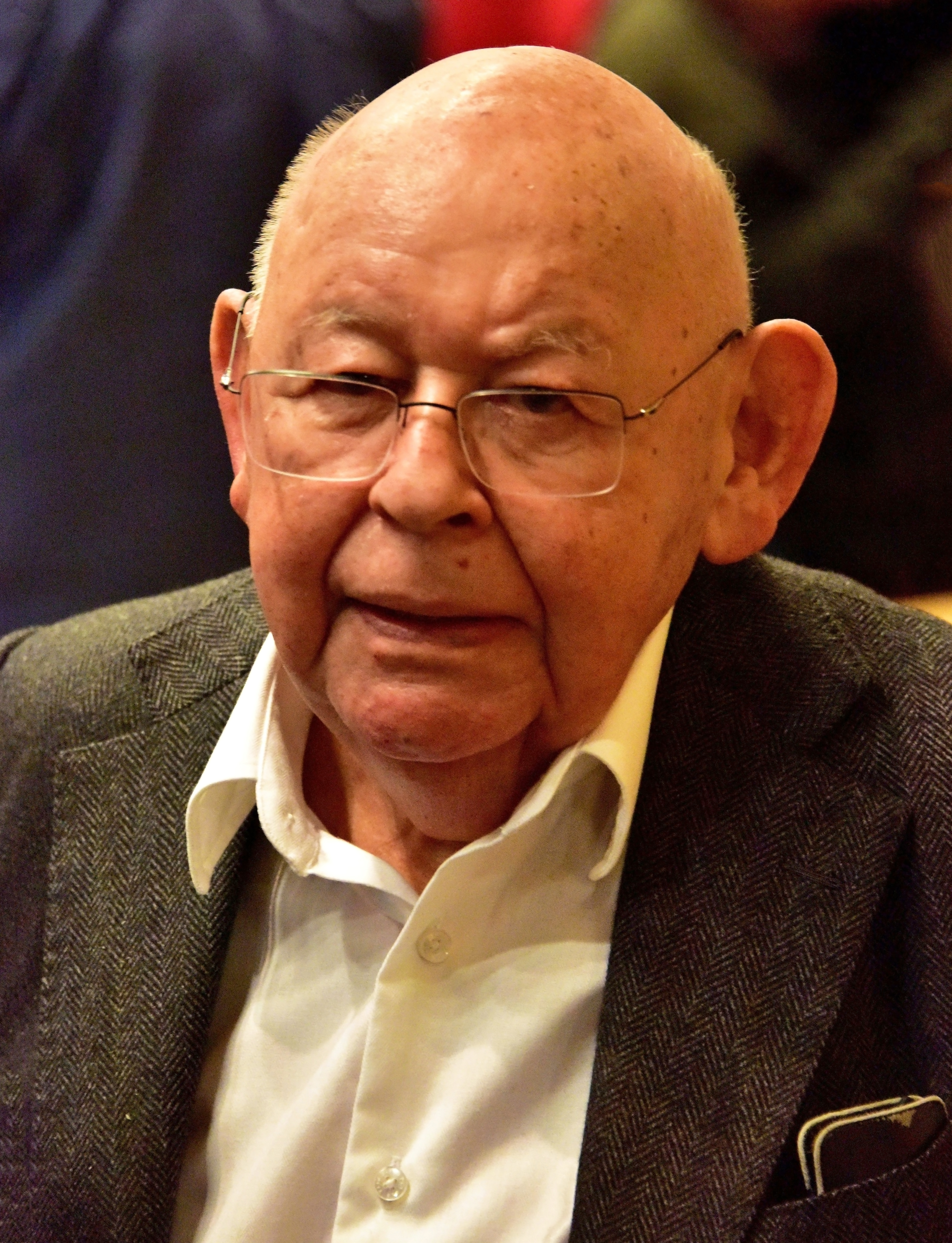
Jerzy Urban (2019)

Jerzy Urban (geboren 3. August 1933 in Łódź als Jerzy Urbach; auch unter den Pseudonymen Jerzy Kibic, Jan Rem und Klakson tätig; gestorben 3. Oktober 2022 ebenda) war ein polnischer Journalist und Herausgeber. Zwischen 1981 und 1989 hatte er hohe Funktionen im Propagandaapparat der Volksrepublik Polen inne, darunter als Pressesprecher von Wojciech Jaruzelski.

## Leben
Urban wurde in eine assimilierte jüdische Familie geboren und wuchs während des Zweiten Weltkrieges in Lwów auf. Sein Vater war im Allgemeinen Jüdischen Arbeiterbund aktiv und gehörte der Polnischen Sozialistischen Partei an, worauf er nach dem Kriegsende Mitglied des Landesnationalrates wurde. Urban selbst studierte nach dem Abitur zunächst Rechtswissenschaft und Journalistik an der Universität Warschau, wurde jedoch dieser aus politischen Gründen verwiesen, weil er sich während des in Polen nach dem Kriegsende herrschenden Stalinismus in mehreren politischen Jugendbewegungen engagiert hatte.
Nach seiner Exmatrikulation fand Urban zuerst eine Anstellung als Redakteur für die Zeitung Nowa Wieś und schrieb anschließend für die Zeitschrift Po prostu, die auf Initiative von Władysław Gomułka, dem damaligen Vorsitzenden der Polnischen Vereinigten Arbeiterpartei, 1957 trotz der Entstalinisierung in Polen geschlossen wurde. Ab 1961 arbeitete er schließlich kurzzeitig für das Politikmagazin Polityka. Journalistische Aktivitäten wurden ihm jedoch aus politischen Gründen spätestens ab 1963 gänzlich verboten. Erst 1970 kehrte er zu seiner journalistischen Tätigkeit zurück. 1978 sagte er die deutsche Wiedervereinigung innerhalb der nächsten beiden Jahrzehnte voraus. 1981 folgte er seinem Chefredakteur Mieczysław Rakowski, der als Vizepremier in die Regierung wechselte, und übernahm das Amt des Regierungssprechers, das er bis 1989 innehatte. In diesem Amt wurde er zur Hassfigur weiter Kreise der Gesellschaft, weil er das von General Wojciech Jaruzelski am 13. Dezember 1981 über Polen verhängte Kriegsrecht verteidigte.
Nach dem Systemwechsel in Polen gründete Urban 1990 die Zeitschrift Nie, deren Eigentümer und Chefredakteur er bis 2022 war. Urban war bekennender Atheist und galt als antiklerikal sowie politisch links, kritisierte jedoch auch Vertreter linker Parteien in Polen scharf. Er war Mentor des ehemaligen Abgeordneten und Publizisten Andrzej Rozenek.

### Papstkritik
2002 sorgte Urban für Aufsehen, als er Johannes Paul II. während eines seiner Besuche in Polen in einem satirischen Artikel als „Breschnew des Vatikans“ und „impotenten alten Mann“ bezeichnete. Die Jugendorganisation der Partei Recht und Gerechtigkeit brachte ihn daraufhin vor Gericht. Er verteidigte hierbei seine Äußerungen, indem er darauf aufmerksam machte, dass ein Atheist die Religion ebenso kritisieren dürfe, so wie ihre Anhänger vor dem Papst in Ekstase verfallen dürften. Das Wiener International Press Institute verteidigte Urban und die von ihm in Anspruch genommene Pressefreiheit. Es warf dem Gericht vor, Zensur durch die Hintertür zu betreiben, um die Trennung von Religion und Staat in Polen auszuhebeln. Eine ähnliche Haltung für Urban nahmen auch Reporter ohne Grenzen ein. Trotz internationaler Proteste von Menschenrechtsgruppen wurde Urban zu einer Geldstrafe verurteilt.
Er brachte daraufhin den Fall vor den Europäischen Gerichtshof für Menschenrechte. Dieser schloss das Verfahren 2011 jedoch, weil Urban zuvor nicht alle möglichen und nötigen Maßnahmen ergriffen hatte, das Verfahren beispielsweise vor den Polnischen Verfassungsgerichtshof zu bringen.